# Heinrich Wolff (Politiker)
Heinrich Wolff (* 10. Januar 1909 in Schleswig; † 18. Januar 1975 in Lübeck) war ein deutscher Jurist und Politiker (CDU).

## Leben
Wolff legte 1927 das Abitur an der Domschule Schleswig ab. Er studierte Rechtswissenschaften in Genf, München, Berlin und Kiel. Die Große juristische Staatsprüfung legte er 1934 in Berlin ab. Er war als Richter und Staatsanwalt an Amts- und Landgerichten in Schleswig-Holstein tätig, ab 1937 in Lübeck. Während des Zweiten Weltkriegs war Wolff Soldat. Ab 1947 war er für die Stadt Lübeck tätig, darunter als Senator.
1952 trat Wolff der CDU bei. 1962 wurde er Kreisvorsitzender der Lübecker CDU und im Landtagswahlkreis Lübeck-Süd in den Landtag Schleswig-Holsteins gewählt. Das Direktmandat errang er erneut 1967 und 1971. Wolff war Mitglied mehrerer Ausschüsse, darunter der Innen- und Rechtsausschuss. Er war Vorsitzender des Eingabenausschusses und der Untersuchungsausschüsse „Situation im Polizeiwesen“ und „Internatsschule Wentorf“. Daneben war er im Richterwahlausschuss und im Landeswahlausschuss vertreten. Wolff starb vor Ablauf der 7. Wahlperiode des Landtags. Für ihn rückte Peter Bendixen nach. Sein Nachfolger als Kreisvorsitzender der Lübecker CDU wurde 1968 Gerhard Gaul.
Wolff war verheiratet und hatte fünf Kinder.

## Auszeichnungen
- 1972: Bundesverdienstkreuz 1. Klasse